# Hany Moussa
Hany Abdel Moneim 'Ali Moussa (in arabo هانى عبدالمنعم على موسى‎?; Il Cairo, 19 giugno 1966) è un ex cestista egiziano.

## Carriera
Con l'Egitto ha disputato i Giochi olimpici di Seul 1988 e i Campionati mondiali del 1994.